# Víctor Mahana
Víctor Mahana, né le 12 août 1922, à Santiago, au Chili et décédé le 6 septembre 2001, est un ancien joueur chilien de basket-ball.

## Palmarès
- 3e du championnat du monde 1950